# کوکو شنل
گابریل بونور «کوکو» شنل (به فرانسوی: Gabrielle Bonheur "Coco" Chanel) معروف به افسانه مُد (زادهٔ ۱۹ اوت سال ۱۸۸۳ – درگذشته ۱۰ ژانویه ۱۹۷۱)، یک طراح مد پیشتاز فرانسوی بود که مواردی همچون توجه به رویکرد فلسفه مدرن، الهام گرفتن از مدل‌های لباس مردانه، و دنباله روی از طراحی‌هایی که در عین سادگی لوکس و گران‌قیمت بودند، از وی چهره‌ای مهم در عرصهٔ مد در قرن بیستم پدید آورد. کوکو شنل زنی بود که چهره مد را برای همیشه تغییر داد.
زندگینامه او در فیلمی به نام کوکو قبل از شنل بر اساس رمانی به نام شنل و دنیایش نوشته ادموند شارل-رو به نمایش درآمده است.
او بنیانگذار شرکت معروفی به‌شمار می‌رود که با نام تجاری شنل شناخته می‌شود. ارزش نام تجاری شنل در حال حاضر میلیاردها پوند است. با گذشت نزدیک به یک قرن از آغاز فعالیت کوکو شنل، شنل شماره پنج هنوز معروفترین عطر دنیاست.
نفوذ و تأثیر فوق العادهٔ شنل در عرصهٔ مد به حدی بود که نام وی به عنوان تنها فرد فعال در زمینه خیاطی و دوزندگی در فهرست یکصد نفر مهم‌ترین افراد دنیا در قرن بیستم ثبت گردید.
شایعاتی در مورد فعالیت‌های شنل در زمان اشغال فرانسه توسط آلمان در جنگ جهانی دوم به وجود آمد و وی به دلیل نزدیک بودن به اشغالگران آلمانی برای تقویت حرفه خود مورد انتقاد قرار گرفت: یکی از رابطان شنل دیپلمات آلمانی، بارون هانس گونتر فون دینکللاژ بود. 
پس از جنگ، شنل در مورد رابطه خود با فون دینکللاژ مورد بازجویی قرار گرفت اما با میانجیگری چرچیل از وی به عنوان همکاری با آلمانی‌ها رفع اتهام شد. 
پس از چندین سال زندگی در سوئیس بعد از اتمام جنگ او به پاریس بازگشت و خانه مد خود را احیا کرد. در سال ۲۰۱۱، هال واژان کتابی راجع به شنل بر اساس اسناد تازه فاش شده منتشر کرد و فاش کرد که وی مستقیماً با سرویس اطلاعاتی نازی همکاری داشته‌ است. 
یک مأموریت در اواخر سال ۱۹۴۳ برای او این بود که برای پایان دادن به جنگ، پیش‌نویس قرارداد صلح آلمانها را به وینستون چرچیل نخست‌وزیر بریتانیا تحویل دهد.

## افتتاح فروشگاه
همه موفقیت ش‍گرف شنل از یک مغازه کلاه فروشی آغاز شد. شنل به کمک یکی از طرفداران مرد خود که کمک مالی قابل توجهی به او کرد و ارتباطات اجتماعی فراتر از مسیر حرفه او را برای او فراهم کرد، توانست در سال ۱۹۱۳ نخستین فروشگاه خود را در پاریس افتتاح کند. 
پس از آن با فروش کلاه‌ها و تأسیس شعبه محدودی از لباس، در شهر دیگری از دیوویل فروشگاه‌های شنل گسترش یافت، مشتریان اختصاصی یافت و به سرعت لباس‌های ورزشی و راحتی کاربردی او موفقیت بسیار زیادی پیدا کرد. 
بیشتر لباس‌های شنل از پارچه‌های کش باف تهیه می‌شد، پارچه‌ای که انتخاب آن هم غیرمعمول و غیرعادی بود و هم الهام بخش بود. پیش از اینکه این طراح استفاده از پارچه‌های کشباف را شروع کند، این نوع پارچه معمولاً در لباس‌های زیر مردانه استفاده می‌شد. 
شنل در سال‌های نخستین فعالیت خود در حرفه طراحی، به خاطر موقعیت مالی وابسته و نامناسب خود، پارچه‌های کش‌باف را به دلیل قیمت پایین آن خریداری و استفاده می‌کرد. 
ویژگی‌ها و کیفیت این پارچه باعث شد تا شنل پس از اینکه در کار خود موفق شد و شغل او سودآور و پردرآمد شده بود، بازهم استفاده از آن را ادامه دهد. 
این پارچه به خوبی تزئین می‌شد، تا می‌خورد، چین می‌خورد و با طرح‌های شنل که ساده، کاربردی و اغلب الهام گرفته از لباس‌های مردانه بود -خصوصاً یونیفورم‌هایی که در زمان شروع جنگ جهانی در سال ۱۹۱۴ رایج بود- مناسب و هماهنگ بود.

## سبک شنل
شیوه زندگی خود شنل، اندیشه و تصورات او را در این مورد که زنان مدرن دنیا چگونه باید نگاه کنند، عمل کنند و لباس بپوشند، نیرو بخشید و تقویت کرد. هیکل لاغر پسرانه او و مدل موی کوتاه و پوست برنزه او، همچنین زندگی فعال و استقلال مالی او به یک ایدئال و آرمان بدل شد. شنل در تمام دوران فعالیت خود، در بسته‌بندی و بازاریابی گرایش و سبک شخصی خود موفق بود و در سرتاسر قرن بیستم، به یک داور عالی و برجسته ذوق و سلیقه زنان تبدیل شد.
تمایلات و توجهات پر حرارت و احساساتی این طراح، الهام بخش طرح‌های او بود. آپارتمان و لباس او با رنگ‌های محبوب او یعنی رنگ مایه‌هایی از رنگ بژ، مشکی و سفید مطابقت داشت. عناصری از مجموعه هنری و علاقه‌های تئاتری او نیز زمینه‌ها و موضوعاتی را برای مجموعه‌های او فراهم آورد. پس از آنکه شنل در یک مجلس بالماسکه مانند تصویر یکی از نقاشی‌های جین آنتونی وتیو (Jean-Antoine Watteau) حضور یافت، آن طرح را در یک لباس زنانه به کار برد.
او از میان دوستان خود، یک مهاجر روسی را استخدام کرد تا در کارگاه قلاب دوزی و تزئینات او کار کند و طرح‌هایی را برای خصوصیات سخت گیرانه او خلق کند.
شنل در طول دهه ۱۹۲۰ و ۱۹۳۰ به فعالیت خود ادامه داد تا بتواند لباس‌های موفقی را برای زنان خلق کند. در سال ۱۹۲۶، مجله آمریکایی وگو «پیراهن مشکی کوتاه» شنل را به فورد تشبیه کرد و به محبوبیت و شهرت نسبتاً جهانی او در فشن اشاره کرد. در حقیقت این نوع پیراهن که مناسب استفاده در روز و شب بود، هم به طرح و بخشی اصلی در مجموعه فصل‌های بعدی شنل بدل شد و هم به عنوان لباسی کلاسیک در پوشش زنان قرن بیستم پذیرفته شد. این طراح در طرح‌های روز خود، از پارچه‌های ابریشمی نازک و توری طرح دار رنگارنگ زنانه نیز استفاده می‌کرد.
مجموعه لباس‌های شب به شکل خطی باریک و بلند بود که شنل به استفاده از آن شهرت داشت، البته او از تور، نوار و عناصر زینتی نیز در آن‌ها ترکیب می‌کرد، که ظاهر کلی لباس را رومانتیک، دلچسب و زیبا می‌ساخت.

## بازگشت مجدد شنل به فشن
شنل علی‌رغم موفقیت بسیار زیاد خود، هنگامی که فرانسه در سال ۱۹۳۹ به آلمان اعلام جنگ کرد، سالن خود را تعطیل کرد. سایر سالن‌های خیاطی زنانه فرانسه را ترک کردند، اما شنل جنگ پاریس و آینده نامعلوم خود را تحمل کرد. به دنبال پایان خصومت‌ها و حل برخی از مشکلات شخصی، شنل دریافت که نمی‌تواند زمان را به بطالت و بیکاری بگذراند. 
او موفقیت اولیه کریستین دیور و غالب شدن نظریه «نگاه جدید» او در دوره پس از جنگ را مشاهده کرد. هنگامی که بسیاری از افراد اهمیت و احترام دیور به زنانگی و نمایش دامن‌های پف کرده و حجیم و کمرهای باریک او را تحسین کردند؛ شنل احساس کرد که طرح‌های او دیگر نه مدرن هستند و نه برای زنان آزادی که با پذیرفتن نقش‌های فعال اجتماعی جنگ را سپری کرده بودند، مناسب است. او درست همانند زمان جنگ جهانی اول، به تقویت و تجدید نیروی فشن زنان مشغول شد.
او در این تلاش با چالش‌هایی مواجه بود: تأمین سرمایه، فراهم آوردن و جمع کردن کارمندان جدید، جستجوی پارچه‌های جدید و در سن هفتاد سالگی با نسل جدید طراحان رقابت کردن. مجموعه بازگشت و رجعت شنل، در سال ۱۹۵۳ آغاز به کار کرد. اگرچه این کار یک موفقیت مهم و شاخص نبود، اما شنل استقامت به خرج داد. او در مدت سه فصل توانست از احترام و اعتبار جدیدی برخوردار بشود.
او نمونه‌های قدیمی و کلاسیک خود را به شکل امروزی و مطابق روز درآورد، طرح‌های فاستونی و راه راه مردانه کلاسیک را بازسازی کرد، تا اینکه جمعیتی از زنان ثروتمند و افراد مشهور دوباره به سالن نمایشگاه او روی آوردند. کت دامن شنل، تهیه شده از پارچه فاستونی، با دامن کوتاه و بالاتنه بدون یقه تزئین شده با نوار و دکمه‌های طلایی، جیب‌های وصله شده و یک زنجیر طلایی که در حاشیه دوخته شده بود و از شانه‌ها آویزان بود؛ به نشانه و نماد نسل جدید تبدیل شد. شنل بار دیگر کیف‌های زنانه، جواهرات و کفش‌ها را به بازار عرضه کرد که در فصل‌های بعدی با موفقیت بسیاری همراه شد.

## سالهای پایانی زندگی
طبق گفته ادموند چارلز روس، شنل در اواخر زندگی مستبد و بسیار تنها شده بود. در سالهای آخر او گاهی با ژاک چازوت و محرم خود لیلو مارکوند همراه بود. همچنین یکی از دوستان وفادار او Aimée de Heeren برزیلی بود که چهار ماه در سال در پاریس در هتل نزدیکی به اسم موریس زندگی می‌کرد. رقبای سابق او خاطرات خوشی از ملاقات او با دوک وستمینستر نقل کرده‌اند. آنها غالباً در مرکز پاریس قدم می‌زدند.

## مرگ
با شروع سال ۱۹۷۱، شنل ۸۷ ساله، خسته و بیمار بود. او کارهای معمول خود را در تهیه کاتالوگ بهار انجام داد. او بعد از ظهر شنبه ۹ ژانویه برای رانندگی طولانی رفته بود. خیلی زود، احساس بیماری کرد، زود به رختخواب رفت. او سخنان پایانی خود را به خدمتکار خود چنین گفت که عبارتند از: «می‌بینید، او اینگونه می‌میرد.» 
وی در روز یکشنبه ۱۰ ژانویه ۱۹۷۱ در هتل ریتز، مکانی که بیش از ۳۰ سال در آن اقامت داشت، درگذشت. 
قبر او در قبرستان بوئیز دو واکس، لوزان، سوئیس است. بیشتر املاک وی توسط خواهرزاده اش آندره پالاس، که در سوئیس زندگی می‌کرد، و دو دخترش که در پاریس زندگی می‌کردند، به ارث رسید.
اگرچه شنل در طول زندگی به عنوان چهره برجسته مد لوکس مورد توجه قرار گرفت، اما تأثیر شنل بعد از مرگ وی در سال ۱۹۷۱ مورد بررسی قرار گرفت. وقتی شنل درگذشت، بانوی اول فرانسه، خانم پومپیدو، مراسم ادای احترام یک قهرمان را ترتیب داد. 
به زودی اسناد آسیب دیده‌ای از سازمان‌های اطلاعاتی فرانسه منتشر شد که همکاری‌های شنل را در زمان جنگ توصیف می‌کند، و به سرعت منجر به لغو برنامه‌های مراسم تشییع جنازه وی شد.

## میراث او

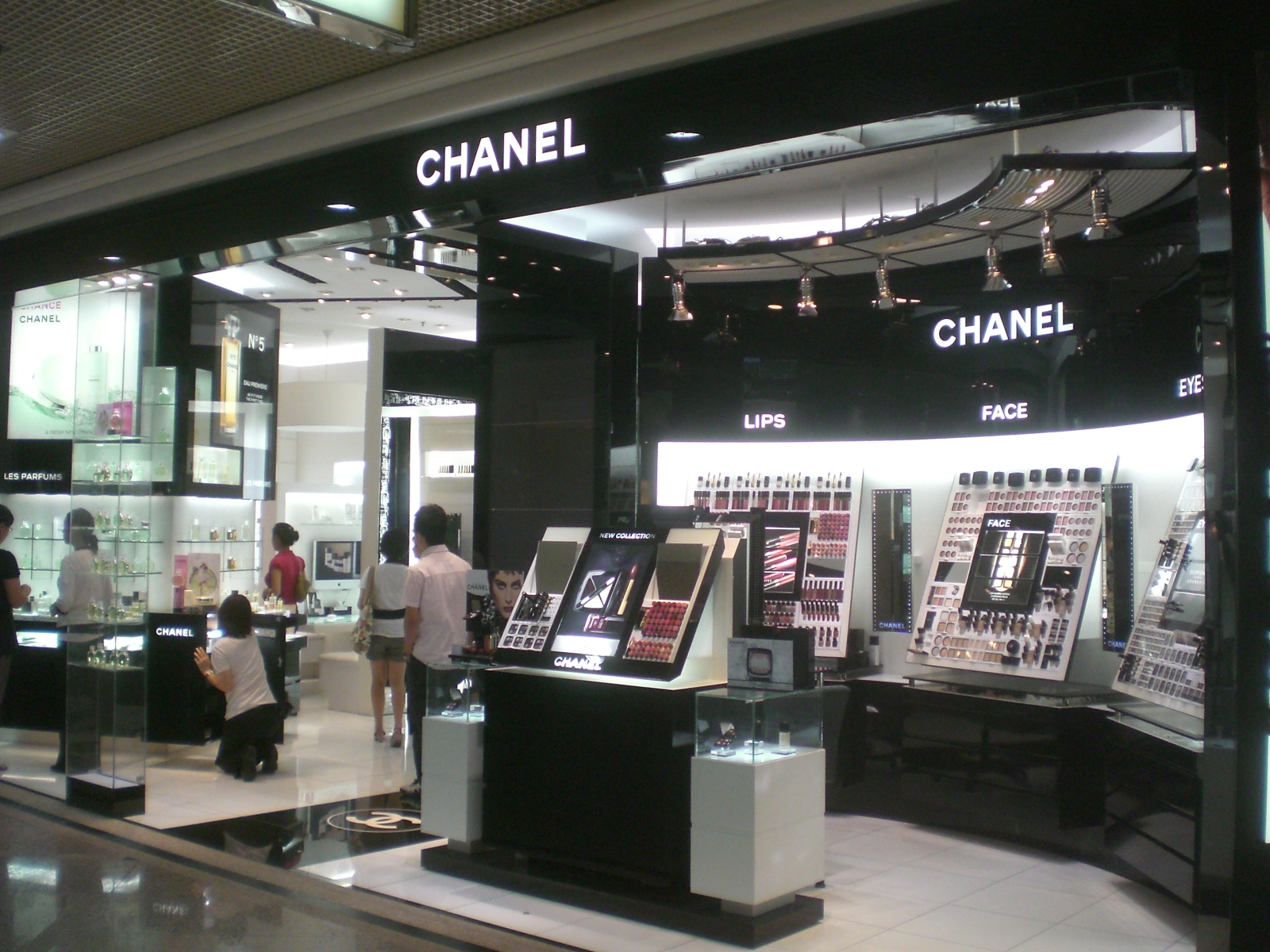
شرکت شنل

پس از مرگ شنل در سال ۱۹۷۱، چند نفر از معاونین و دستیاران او برای شعبه‌های «آماده پوشیدن» و خیاطی زنانه سطح بالای او طراحی کردند، تا اینکه کارل لگرفلد (متولد ۱۹۳۸) در سال ۱۹۸۳ مسئولیت طراحی بخش خیاطی زنانه سطح بالا و در سال ۱۹۸۴ بخش «آماده پوشیدن» این سالن را برعهده گرفت.
لگرفلد مانند مجموعه‌های زمان بازگشت شنل، به طرح‌های پیشین نگاه کرد. در طرح‌های او جزئیات منحصر به مارک شنل از قبیل پارچه‌های فاستونی و راه راه مردانه، رنگ‌ها، زنجیرهای طلایی و چرم‌های کوک خورده ترکیب شده‌است و بر روی آن علامت کژال دیده می‌شد.
در مجموعه‌های بعدی، لگرفلد گستاخ‌تر شد و برخی از مدل‌ها و ظاهرهای زنانه دهه ۱۹۶۰ شنل را بازسازی کرد. با توجه به اینکه پارچه کش باف محبوب شنل، در قرن بیستم به عنوان لباس زیر مردانه استفاده می‌شد، او حتی از تی شرت‌های مردانه نیز در طرح‌های خود استفاده کرد. با این وجود، توانایی لگرفلد در استخراج مستمر از بایگانی شنل، اهمیت سهم کوکو شنل در فشن زنان قرن بیستم را تصدیق می‌کند.